# Heije Schaper

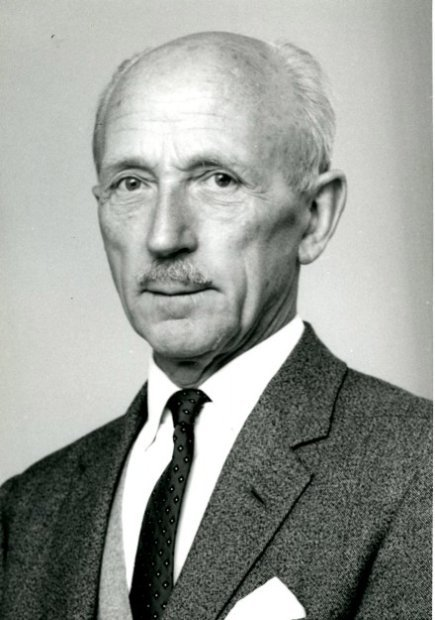
Heije Schaper (1966–1967)

Heije Schaper (* 8. September 1906 in Joure, Provinz Friesland; † 26. Mai 1996 in Den Haag) war ein niederländischer Offizier der Koninklijke Marine und Generalleutnant der Koninklijke Luchtmacht. Er war Stabschef der Luftstreitkräfte, Vorsitzender der Vereinigten Stabschefs der Streitkräfte (Nederlandse Krijgsmacht) und zeitweilig Staatssekretär im Verteidigungsministerium (Ministerie van Defensie). Über viele Jahre war er Generaladjutant und Chef des Militärhaushalts von Königin Juliana.

## Leben

### Ausbildung zum Marineflieger und Zweiter Weltkrieg

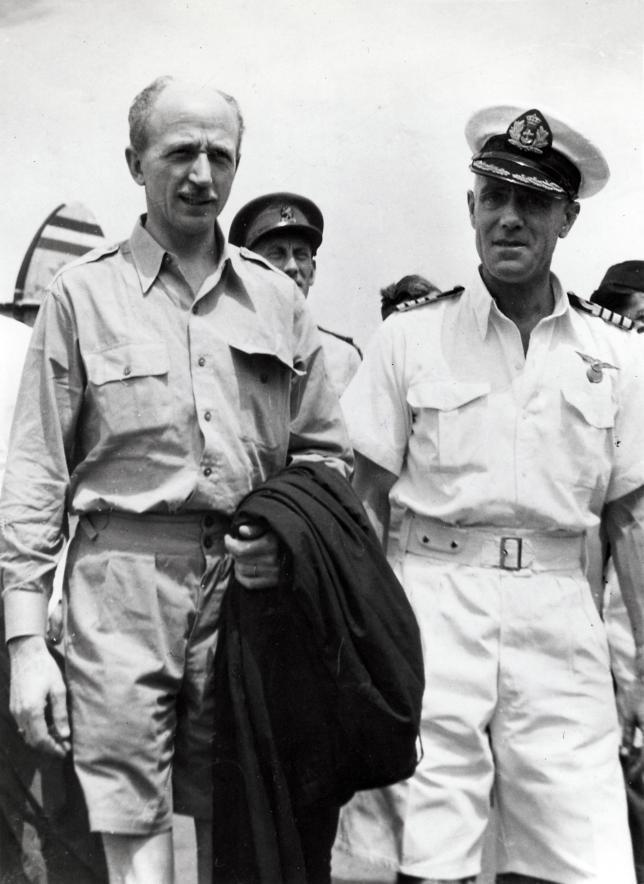
Konteradmiral Heije Schaper (1949)

Schaper absolvierte nach dem Besuch der Höheren Bürgerschule in Heerenveen von 1926 bis Mai 1929 eine Ausbildung zum Offizier der Handelsmarine an der Seefahrtschule Amsterdam sowie nach einer zweijährigen Verwendung als Seeoffizier zwischen Oktober 1931 und Oktober 1933 eine weitere Ausbildung zum Piloten und Waffensystemoffizier bei der Marinefliegertruppe (Marineluchtvaartdienst) der Koninklijke Marine. Danach fand er Verwendung in Niederländisch-Indien und war dort zunächst Offiziersflieger Dritter Klasse sowie nach einer zwischenzeitlichen Verwendung 1934 auf dem U-Boot K XIV zwischen 1937 und 1939 Flugausbilder im Marinefliegerlager Morokrembangan.
Nach seiner Rückkehr in die Niederlande war Schaper zwischen 1939 und 1940 Instrukteur im Marinefliegerlager Schellingwoude sowie zeitgleich Testpilot für das Flugzeugbauunternehmen N.V. Aviolanda in Papendrecht. Nach Beginn des Zweiten Weltkrieges flog er als Angehöriger des Geschwader 320 niederländische Staatsangehörige mit einem Wasserflugzeug nach England, ehe er im Mai 1942 in deutsche Kriegsgefangenschaft geriet, die er bis zum Kriegsende im Mai 1945 im Stalag Luft III im niederschlesischen Sagan verbrachte. Für seine militärischen Verdienste wurde ihm am 15. November 1940 das Ritterkreuz Vierter Klasse des Militär-Wilhelms-Ordens sowie am 10. Januar 1941 das britische Distinguished Flying Cross (DFC) verliehen.
Nach Kriegsende wurde Schaper im September 1945 als Stabsoffizier-Flieger Zweiter Klasse Befehlshaber der Marinefliegertruppen in Niederländisch-Indien, ehe er nach seiner Rückkehr zwischen 1946 und 1949 kommissarischer Flaggoffizier der Marinefliegerverbände war und als solcher 1947 zum Kapitän zur See befördert wurde. Nach seiner Beförderung zum Konteradmiral (Schout-bij-nacht) 1949 wurde er Flaggoffizier der Marinefliegerverbände und bekleidete diesen Dienstposten bis 1954. Am 29. April 1952 wurde er mit dem Ritterkreuz des Ordens vom Niederländischen Löwen ausgezeichnet.

### Generalstabschef, Generaladjutant der Königin und Staatssekretär
Zwischen 1954 und 1956 war er nach seiner Beförderung zum Generalmajor am 1. November 1954 stellvertretender Stabschef der Luftstreitkräfte, ehe er nach seiner Beförderung zum Generalleutnant am 1. November 1956 als Nachfolger von Anton Baretta vom 1. November 1954 bis zu seiner Ablösung durch Hein Zielstra am 1. Dezember 1961 Stabschef und damit Befehlshaber der Luftstreitkräfte (Bevelhebber der Luchtstrijdkrachten) war.
Während dieser Zeit wurde Schaper am 1. Januar 1958 zugleich als Nachfolger von General Ben Hasselman Chef der Vereinigten Stabschefs und damit Befehlshaber der Streitkräfte. Auch diese Funktion bekleidete er bis zum 1. Dezember 1961 und wurde danach von Vizeadmiral Henri Herman Lourens Pröpper abgelöst. Für seine dortigen Verdienste wurde er am 30. November 1961 zum Großoffizier des Ordens von Oranien-Nassau ernannt.
Daneben fungierte er von August 1961 bis Januar 1962 zunächst als Adjutant sowie Unter-Chef des Militärhaushalts von Königin Juliana und wurde danach im Januar 1962 Erster Adjutant der Königin, ehe er zuletzt zwischen Oktober 1963 und dem 22. Juni 1966 Generaladjutant im außerordentlichen Dienst von Königin Juliana war. Zeitgleich war er von 1963 bis zum 22. Juni 1966 Chef des Militärhaushalts der Königin.
Am 22. Juni 1966 wurde Schaper von Ministerpräsident Jo Cals als Staatssekretär für Angelegenheiten der Luftstreitkräfte im Verteidigungsministerium in dessen Kabinett berufen und bekleidete dieses Regierungsamt auch in der von Cals’ Nachfolger Jelle Zijlstra gebildeten Regierung bis zum 5. April 1967. Nach seinem Ausscheiden aus der Regierung erfolgte am 17. April 1967 seine Ernennung zum Kommandeur des Ordens vom Niederländischen Löwen.
Anschließend übernahm er im April 1967 wieder die Funktionen als Generaladjutant sowie Chef des Militärischen Haushalts von Königin Juliana und hatte diese beiden Ämter fast neun weitere Jahre bis Februar 1976 inne. Danach war Schaper, der nebenbei zeitweise Vorsitzender der Königlichen Luftfahrtvereinigung (Koninklijke Vereniging van Luchtvaart), Mitglied des Aufsichtsrates der Unternehmen Hollandse Signaalapparaten N.V. sowie der Königlich Niederländischen Flugzeugfabrik Fokker N.V. war, als Nachfolger von Generalmajor Henri Koot zwischen 1976 und seiner Ablösung durch Generalmajor Cornelis Knulst 1981 Kanzler der Niederländischen Ordens (Kanselier der Nederlandse Orden).
Heije Schaper war der Vater des Diplomaten und Politikers Herman Schaper, der zwischen 1981 und 1982 als Vertreter der Democraten 66 Mitglied der Zweiten Kammer der Generalstaaten war und seit 2005 Leiter der Ständigen Vertretung bei der NATO in Brüssel ist.